# Oppressor
Az Oppressor amerikai technikás death metal együttes volt 1991-től 1999-ig.

## Története
Tim King és Adam Zadel alapították Chicagóban. Hozzájuk csatlakozott Jim Stopper gitáros és Tom Schofield dobos. Első demójukat megalakulásuk évében, 1991-ben adták ki. 1992-ben kiadták második demójukat is, ami lemezszerződéshez juttatta őket a Red Light Records kiadóval. Az album 1994-ben jelent meg. Nem sokkal ezután a kiadó csődöt jelentett, ezért az Oppressornak új lemezkiadót kellett keresnie. 1995-ös válogatás/koncertalbumuk már új kiadójuk, a Megalithic Records gondozásában jelent meg. Ám ezután pár hónappal a Megalithic Records is csődöt jelentett. 1996-os és 1998-as albumaikat már az Olympic Records jelentette meg. 1997-ben a tagok többsége új együttest alapított Soil néven, amely az Oppressorral ellentétben alternatív, illetve hard rockot játszik. Az Oppressor végül 1999-ben feloszlott.
Jim Stopper 2003-ban a "Twelfth Gate" nevű együtteshez csatlakozott.

## Tagok
- Tim King – ének, basszusgitár, billentyűk (1991-1999)
- Adam Zadel – gitár (1991-1999)
- Jim Stopper – gitár (1991-1999)
- Tom Schofield – dob (1991-1999)

## Diszkográfia
- Solstice of Oppression (1994)
- Agony (1996)
- Elements of Corrosion (1998)

## Egyéb kiadványok
Demók
- World Abomination (1991)
- As Blood Flows (1992)

EP-k
- Oppressor (1994)

Válogatáslemezek
- Oppression Live/As Blood Flows (1995, koncert/válogatásalbum)
- The Solstice of Agony and Corrosion (2009)